# 海伦府
海伦府，清朝政府在今黑龙江省境内设立的一个府。
光绪三十四年（1908年）升海伦厅置，治所在今黑龙江省海伦市。辖区约今黑龙江省海伦市、青冈县、拜泉县、依安县、望奎县等地及北安市一部分。1913年降为县。

## 知府
均出自民國《海倫縣志·地誌門》及《政治門》：
- 王彭，湖北江夏人，宣統元年以原海倫廳同知任，宣統二年調嫩江知府
- 周玉柄，四川成都人，宣統二年任
- 辛天成，四川屏山人，中華民國元年任，二年改府為縣，仍任縣知事